# Grand Prix automobile de Malaisie
Le Grand Prix automobile de Malaisie est une épreuve comptant pour le championnat du monde de Formule 1 organisée de 1999 à 2017. Il se court sur le circuit de Sepang près de Kuala Lumpur. Depuis 2001, le Grand Prix de Malaisie a été basculé de la fin du calendrier de la saison au début de celui-ci. L'édition 2015 s'est déroulée le 29 mars. En 2016, en raison de travaux de rénovation du circuit, le Grand Prix est à nouveau programmé en fin de saison. La dernière course à Sepang se déroule en 2017, dans la mesure où le gouvernement malaisien a décidé d'arrêter d'organiser ce Grand Prix à partir de 2018, faute de rentabilité.

## Épreuves remarquables
Le Grand Prix automobile de Malaisie 1999 marque le retour de Michael Schumacher à la compétition après en avoir été écarté à cause d'une jambe cassée lors du Grand Prix de Grande-Bretagne plus tôt dans la saison. Il domine la course et offre la victoire à son coéquipier Eddie Irvine afin de l'aider à remporter le titre. Mais en raison d'une irrégularité technique, les deux Ferrari sont, dans un premier temps, disqualifiées, la victoire revenant provisoirement à Mika Häkkinen. Après appel, les deux pilotes Ferrari sont réinstallés à leur place initiale.
Le Grand Prix de Malaisie est souvent marqué par des orages et des pluies diluviennes. La course de 2001 est marquée par un violent orage en milieu de course qui rend les conditions si mauvaises que les deux Ferrari de Michael Schumacher et de Rubens Barrichello sortent de piste simultanément dans le même virage. Les deux pilotes terminent néanmoins la course aux deux premières places. 
En 2009, la course est interrompue au 31e tour à cause des conditions climatiques, tous les pilotes ayant fini dans les points ce jour-là ne marquent que la moitié des points. 
En 2012, les conditions climatiques changeantes permettent au jeune Mexicain Sergio Pérez de mener une partie de la course au volant de sa modeste Sauber-Ferrari ; il est finalement vaincu par Fernando Alonso.

## Fin de la Formule 1 en Malaisie
Les épreuves de Formule 1 pourraient ne plus avoir lieu en Malaisie. En 2016, Razlan Razali le directeur du circuit international de Sepang, a déclaré « S'il n'y a plus d'intérêt économique, pourquoi continuer ? Nous ferions mieux de faire une pause ». Le ministre malaisien des Sports a exprimé sur son compte Twitter son souhait de voir la Malaisie arrêter d'accueillir un Grand Prix de Formule 1.
À la suite d'un accord à l'amiable avec Liberty Media, le Grand Prix automobile de Malaisie 2017 sera le dernier alors que l'édition 2018 aurait dû marquer la fin du contrat signé avec la Formula One Management de Bernie Ecclestone. Plusieurs ministres malaisiens et le directeur du circuit avaient laissé entendre que le circuit international de Sepang ne renouvellerait pas son contrat, faute de rentabilité.

## Palmarès

### Historique

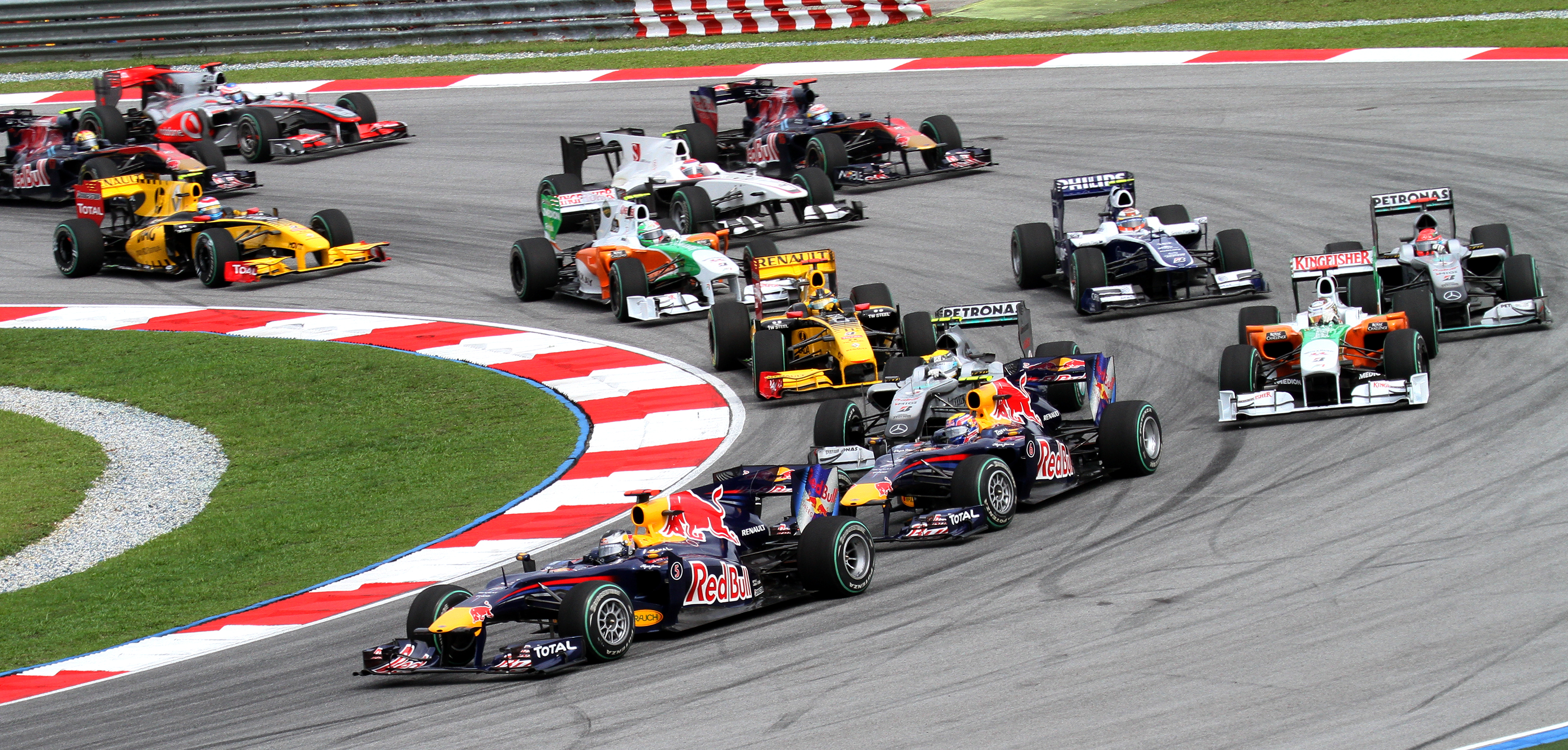
Premier tour du Grand Prix 2010.

#### De 1962 à 1995
| Années    | Vainqueurs        | Voitures       | Circuits     | Catégories         | Résultats |
| 1962      | Yong Nam Kee      | Jaguar         | Thomson Road | Formule Libre      | Résultats |
| 1963      | Albert Poon       | Lotus          | Thomson Road | Formule Libre      | Résultats |
| 1964      | Non couru         | Non couru      | Non couru    | Non couru          | Non couru |
| 1965      | Albert Poon       | Lotus          | Thomson Road | Formule Libre      | Résultats |
| 1966-1967 | Non couru         | Non couru      | Non couru    | Non couru          | Non couru |
| 1968      | Hengkie Iriawan   | Elfin-Ford     | Shah Alam    | Tasman             | Résultats |
| 1969      | Tony Maw          | Elfin-Ford     | Shah Alam    | Tasman             | Résultats |
| 1970      | John MacDonald    | Brabham-Ford   | Shah Alam    | Tasman             | Résultats |
| 1971      | John MacDonald    | Brabham-Ford   | Shah Alam    | Tasman             | Résultats |
| 1972      | Harvey Simon      | Elfin-Ford     | Shah Alam    | Tasman             | Résultats |
| 1973      | Sonny Rajah       | March-Ford     | Shah Alam    | Formule Pacifique  | Résultats |
| 1974      | John MacDonald    | Ralt-Ford      | Shah Alam    | Formule Pacifique  | Résultats |
| 1975      | John MacDonald    | Ralt-Ford      | Shah Alam    | Formule Atlantique | Résultats |
| 1977      | Patrick Tambay    | March-BMW      | Shah Alam    | Formule 2          | Résultats |
| 1978      | Graeme Lawrence   | March-Ford     | Shah Alam    | Formule Pacifique  | Résultats |
| 1979      | Ken Smith         | March-Ford     | Shah Alam    | Formule Pacifique  | Résultats |
| 1980      | Steve Millen (en) | Ralt-Ford      | Shah Alam    | Formule Pacifique  | Résultats |
| 1981      | Andrew Miedecke   | Ralt-Ford      | Shah Alam    | Formule Pacifique  | Résultats |
| 1982      | Andrew Miedecke   | Ralt-Ford      | Shah Alam    | Formule Pacifique  | Résultats |
| 1983-1994 | Non couru         | Non couru      | Non couru    | Non couru          | Non couru |
| 1995      | Paul Stokell      | Reynard-Holden | Shah Alam    | Formule Holden     | Résultats |

#### 1999-2017: épreuve comptant pour le championnat du monde de Formule 1
| Années | Vainqueurs           | Écuries            | Circuit | Résultats |
| ------ | -------------------- | ------------------ | ------- | --------- |
| 1999   | Eddie Irvine         | Ferrari            | Sepang  | Résultats |
| 2000   | Michael Schumacher   | Ferrari            | Sepang  | Résultats |
| 2001   | Michael Schumacher   | Ferrari            | Sepang  | Résultats |
| 2002   | Ralf Schumacher      | Williams-BMW       | Sepang  | Résultats |
| 2003   | Kimi Räikkönen       | McLaren-Mercedes   | Sepang  | Résultats |
| 2004   | Michael Schumacher   | Ferrari            | Sepang  | Résultats |
| 2005   | Fernando Alonso      | Renault            | Sepang  | Résultats |
| 2006   | Giancarlo Fisichella | Renault            | Sepang  | Résultats |
| 2007   | Fernando Alonso      | McLaren-Mercedes   | Sepang  | Résultats |
| 2008   | Kimi Räikkönen       | Ferrari            | Sepang  | Résultats |
| 2009   | Jenson Button        | Brawn-Mercedes     | Sepang  | Résultats |
| 2010   | Sebastian Vettel     | Red Bull-Renault   | Sepang  | Résultats |
| 2011   | Sebastian Vettel     | Red Bull-Renault   | Sepang  | Résultats |
| 2012   | Fernando Alonso      | Ferrari            | Sepang  | Résultats |
| 2013   | Sebastian Vettel     | Red Bull-Renault   | Sepang  | Résultats |
| 2014   | Lewis Hamilton       | Mercedes           | Sepang  | Résultats |
| 2015   | Sebastian Vettel     | Ferrari            | Sepang  | Résultats |
| 2016   | Daniel Ricciardo     | Red Bull-TAG Heuer | Sepang  | Résultats |
| 2017   | Max Verstappen       | Red Bull-TAG Heuer | Sepang  | Résultats |

### Classement des pilotes par nombre de victoires
| Nombre de victoires | Pilotes              | Années                 |
| ------------------- | -------------------- | ---------------------- |
| 4                   | Sebastian Vettel     | 2010, 2011, 2013, 2015 |
| 3                   | Michael Schumacher   | 2000, 2001, 2004       |
| 3                   | Fernando Alonso      | 2005, 2007, 2012       |
| 2                   | Kimi Räikkönen       | 2003, 2008             |
| 1                   | Eddie Irvine         | 1999                   |
| 1                   | Ralf Schumacher      | 2002                   |
| 1                   | Giancarlo Fisichella | 2006                   |
| 1                   | Jenson Button        | 2009                   |
| 1                   | Lewis Hamilton       | 2014                   |
| 1                   | Daniel Ricciardo     | 2016                   |
| 1                   | Max Verstappen       | 2017                   |

### Classement des écuries par nombre de victoires
| Nombre de victoires | Écuries  | Années                                   |
| ------------------- | -------- | ---------------------------------------- |
| 7                   | Ferrari  | 1999, 2000, 2001, 2004, 2008, 2012, 2015 |
| 5                   | Red Bull | 2010, 2011, 2013, 2016, 2017             |
| 2                   | Renault  | 2005, 2006                               |
| 2                   | McLaren  | 2003, 2007                               |
| 1                   | Williams | 2002                                     |
| 1                   | Brawn    | 2009                                     |
| 1                   | Mercedes | 2014                                     |

## Records
- Record du tour : Sebastian Vettel en 1 min 34 s 080 (2017, Scuderia Ferrari) ;
- Record de la pole position : Lewis Hamilton en 1 min 30 s 076 (2017, Mercedes Grand Prix).